# Văglen, Varna
Văglen (în bulgară Въглен) este un sat în comuna Aksakovo, regiunea Varna,  Bulgaria. 

## Demografie
Componența etnică a satului Văglen
     Bulgari (70,13%)
     Nicio identificare (27,33%)
     Altele (3,11%)
La recensământul din 2011, populația satului Văglen era de 1.028 locuitori. Din punct de vedere etnic, majoritatea locuitorilor (70,13%) erau bulgari. Pentru 27,33% din locuitori nu este cunoscută apartenența etnică.